# Thomastag

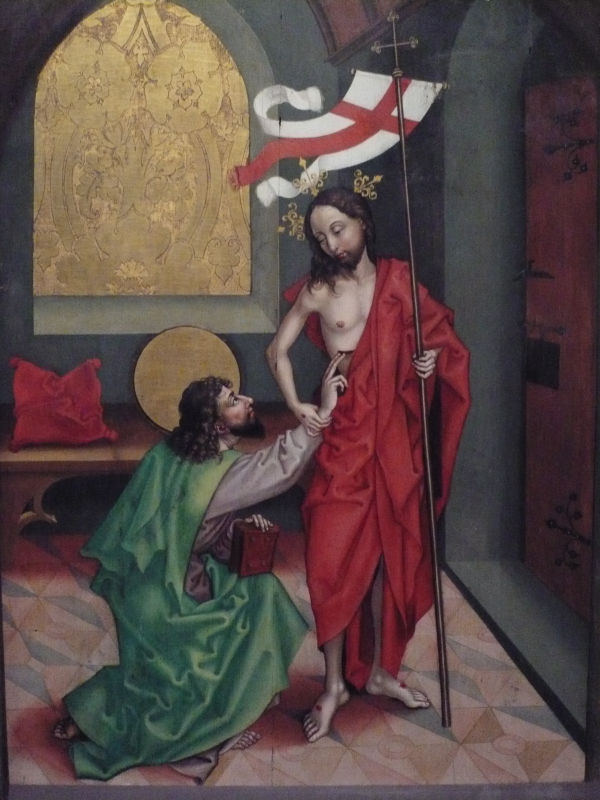
Der hl. Thomas berührt die Wundmale Christi, Altarretabel von Martin Schongauer, zwischen 1450 und 1491

Der Thomastag ist der 21. Dezember. Dieser Tag ist in der evangelischen und anglikanischen Kirche (seit 1970 jedoch nicht mehr in der römisch-katholischen Kirche) der Gedenktag des Apostels Thomas, einer der zwölf Jünger Jesu.
Im Römischen Generalkalender wird der Gedenktag des hl. Thomas am 3. Juli begangen, dem Tag der Übertragung der Reliquien des Apostels nach Edessa, da der Gedenktag wegen der hohen liturgischen Rangordnung der Wochentage des Advents vom 17. bis zum 23. Dezember sonst nicht begangen werden könnte. Im Kalender der außerordentlichen Form des römischen Ritus blieb dagegen der ursprüngliche Termin erhalten. Auch im Volksmund wird weiterhin der 21. Dezember als Thomastag bezeichnet und die Nacht zum 21. Dezember als Thomasnacht.
Da am 21. Dezember die Wintersonnenwende ist, ist der Thomastag der kürzeste Tag des Jahres („Ab dem Thomastag wächst der Tag um einen Hahnenschrei“), also ist die Nacht vom 20. auf den 21. Dezember, die Thomasnacht, die längste Nacht des Jahres. An diesem Tag erreicht die Sonne (in der Regel, manchmal fällt der Tag der Wintersonnenwende auf den 22.) ihren tiefsten Stand über dem Horizont im Jahreslauf.
In einigen westfriesischen Gemeinden beginnt am Thomastag ein zwölf Tage anhaltendes Glockengeläut, das einst die bösen Geister vertreiben sollte. Dies gilt auch für Gemeinden in Niederschlesien und in den neuen Bundesländern. Auch in der Provinz Friesland wird ‚Sint-Thomasluiden‘ jedes Jahr begangen.
Alten Ratsprotokollen ist zu entnehmen, dass bis ins 19. Jahrhundert zumindest in den österreichischen Ländern jährlich am Thomastag die einjährige Amtszeit des Stadtrichters (Bürgermeisters) und des Gemeinderates ablief. Es war daher üblich, dass am Thomastag oder am Sonntag vor dem Thomastag „Richter und Rat“ der selbstverwalteten Städte und Marktgemeinden von den vollberechtigten Bürgern neu gewählt wurden. Eine Wiederwahl der bisherigen Amtsinhaber war möglich.
Als studentische Tradition ist der Thomastag in Nürnberg eines der wichtigsten Treffen von Studentenverbindungen, welches jedes Jahr an einem Wochenende vor Weihnachten stattfindet.

## Thomasnacht

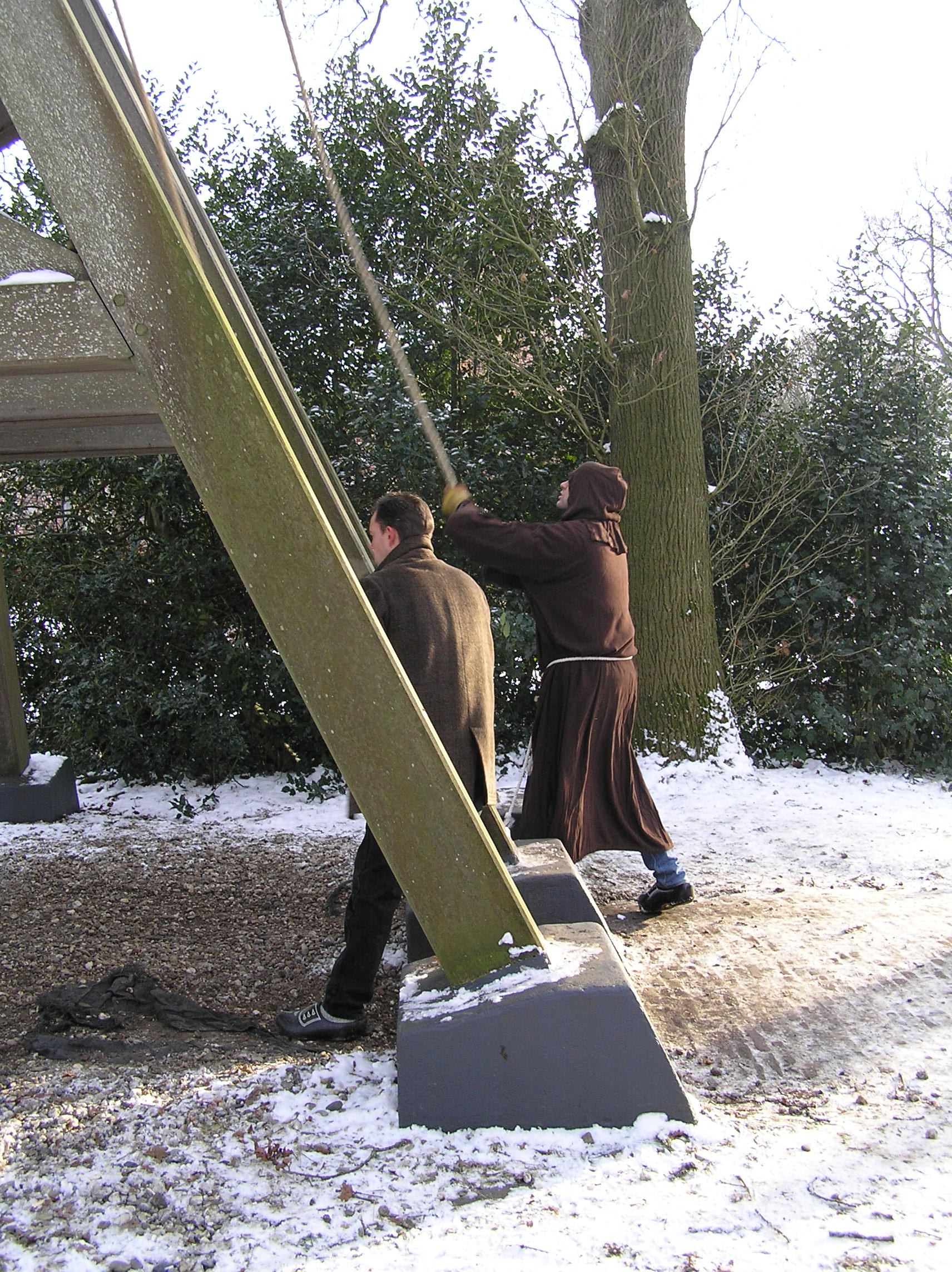
SintThomasluiden in Katlijk, Glockenstuhl bei der Thomastsjerke (Thomaskirche), Provinz Friesland

Auch die Thomasnacht ist mit vielen Bräuchen und einigem Aberglauben verbunden. Hier konnten nach den Vorstellungen der Menschen die Geister besonders lange und intensiv wirksam werden. In Thüringen und Böhmen ist die Bezeichnung „Durchspinn-Nacht“ oder „Durchsitz-Nacht“ üblich. Im Schwarzwald wird eher auf den damit einhergehenden Alkoholkonsum angespielt: Man nennt den Morgen danach „Kotzmorgen“.

In einigen Gemeinden im Osten der Lüneburger Heide ziehen Kinder und Jugendliche im „Thomsen“ oder „Thomsen gehen“ genannten Brauch musizierend und singend von Haus zu Haus und erhalten dafür Süßigkeiten. Dieser Brauch des „Thomassingens“ ist analog zum Martinssingen, das in diesen Gemeinden nicht begangen wird. Das Thomsen ist in den letzten Jahren und Jahrzehnten stark durch Halloween verdrängt worden und wird heute nur noch selten praktiziert.
In Kärnten glaubte man, in dieser Nacht in die Zukunft sehen zu können. So war ein bei Jungbauern beliebter Brauch das „Zaunstecken-Zählen“: Man nannte eine Zahl und zählte dann rechts von der Zauntür den entsprechenden Zaunstecken ab. Dessen Aussehen sollte aussagen, wie die zukünftige Liebste aussieht: jung und frisch oder alt und morsch.
In Altbayern gab es einen ähnlichen Aberglauben: Wenn sich in der Thomasnacht eine ledige Frau vor ihrem Bett ganz nackt auf einen Schemel stelle und spreche, „Betschemel i tritt di, heiliger Thomas i bitt di, lass mi sehn den Herzallerliebsten mein, in dieser heiligen Nacht!“, dann sehe sie in dieser Nacht im Traum ihren künftigen Ehemann.
Der 21. Dezember war in der bäuerlichen Tradition auch der Tag, an dem die Schlachtung der Mettensau erfolgte. Das auch als „Weihnachter“ bezeichnete Hausschwein wurde speziell für den weihnachtlichen Festbraten nach der Christmette gemästet.
Vielerorts ähnelt das Brauchtum dem in der Andreasnacht (vgl. auch Andreasgebet).
Die Thomasnacht ist die erste Rauhnacht.

## Rezeption
Eine prominente Rolle spielt die Thomasnacht in dem Roman Krieg der Sänger (2012) von Robert Löhr.